# Arahan Kidul
Arahan Kidul is een bestuurslaag in het regentschap Indramayu van de provincie West-Java, Indonesië. Arahan Kidul telt 5225 inwoners (volkstelling 2010).